# ميشيل فان دير هورست
ميشيل فان دير هورست (بالهولندية: Michel van der Horst)‏ هو لاعب دارت هولندي، ولد في 8 أبريل 1975 في ديفينتر في هولندا.

## وصلات خارجية
- ميشيل فان دير هورست على موقع DartsDatabase.co.uk (الإنجليزية)